# 80451 Alwoods
80451 Alwoods è un asteroide della fascia principale. Scoperto nel 2000, presenta un'orbita caratterizzata da un semiasse maggiore pari a 2,2918878 UA e da un'eccentricità di 0,0889897, inclinata di 5,70289° rispetto all'eclittica.
L'asteroide è dedicato all'astronomo amatoriale statunitense A. L. Woods.